# Кооперативное обучение
Кооперативное учение, или кооперативное обучение (нем. Kooperatives Lernen) — метод обучения учащихся, предполагающий сотрудничество учащихся в группах. При таком подходе учащиеся достигают успехов в учении, лишь взаимодействуя друг с другом.
При использовании методов кооперативного учения учащиеся сталкиваются с необходимостью вербализации своих мыслей и аргументацией своих высказываний. Они учатся смотреть на поставленную проблему с других точек зрения, часто расходящихся с их собственными.

## Основные принципы
Джонсон выделяют пять основных критериев успешного кооперативного обучения:
1. Позитивная зависимость. Успех каждого учащегося зависит от добросовестности других учащихся. Учащиеся учатся взаимной ответственности и работе в команде.
2. Прямая поддержка. Учащиеся поддерживают друг друга непосредственно. Они обмениваются мнениями, источниками и материалами, дают оценку проделанной работе друг друга с целью получения совместного результата работы. Они разъясняют друг другу новый материал и помогают устранять пробелы в знаниях.
3. Ответственность. Каждый учащийся участвует в работе группы и вносит свой вклад в работу над заданной проблемой. Каждый участник несёт ответственность за результат групповой деятельности. Каждый участник выполняет посильную ему работу, старается вникнуть в суть вопроса и уметь разъяснить его другим учащимся.
4. Социальная компетентность. Учащиеся учатся взаимному доверию и уважению. Учащиеся учатся чётко и ясно выражать свои мысли при коммуникациях и разрешать возникаемые противоречия и конфликты.
5. Собственная оценка. Учащиеся учатся оценивать собственный вклад в успех групповой работы, а также оценивать совместную работу группы с точки зрения используемых методов работы и выделять причины неудач.

## Методы кооперативного учения
Примерами кооперативного учения могут выступать:
- Учение через обучение
- Групповой пазл, или мозаика
- Методика «Я-Ты-Мы»

Отдельным видом обучения является внутрифирменное обучение. Однако кооперативное обучение и внутрифирменное обучение взаимосвязаны. Так как кооперативное обучение может являться частью внутрифирменного обучения. 

### Внутрифирменное обучение
Внутрифирменное обучение обеспечивает непрерывное образование человека. И может быть представлено:
1. обучением рабочих вторым (смежным) профессиям;
2. переподготовкой (переобучением) работников;
3. подготовкой новых рабочих;
4. повышением квалификации рабочих.

Система внутрифирменного обучения обеспечивает взрослому человеку, работнику повышение своей квалификации в течение всей своей трудовой деятельности, повышение уровня знаний и формирование новых профессионально важных компетенций.
Именно поэтому внутрифирменное обучение является одной из основных составляющих успешной трудовой деятельности человека и повышает конкурентоспособность работника.
Данный вид обучения базируется на следующих принципах. Во всех своих проявлениях внутрифирменное обучение базируется, в первую очередь, на желании работать. Желание работать выражается в стремлении  к активной трудовой деятельности.
Принципы:
- самостоятельности;
- рефлексивности — постоянное осмысление процесса обучения;
- опоры на опыт;
- кооперативности — организация совместной деятельности;
- индивидуальности — ориентация на потребности работника;
- инновационности — изучение нового;
- актуализации — применение на практике полученных знаний.

Содержание внутрифирменного обучения должно быть определено через:

- функции, которые оно выполняет;
- условия, которые будут являться наиболее эффективными[2].

Особое внимание в содержательном разделе уделяется индивидуализации процесса обучения. Именно индивидуализация позволяет внутрифирменному обучению быть наиболее эффективным, так как такое внутрифирменное обучение будет направлено конкретно на потребности работника.